# Cure for Pain
Cure for Pain — другий альбом гурту Morphine випущений на лейблі Rykodisc у 1993 році. Композиції «Sheila» і «In Spite of Me» стали саундтреком до незалежної чорної комедії 1994 року «Розкутість». Відео на пісню «Thursday» з'явилося в одному з епізодів мультсеріалу «Бівис і Батхед». Пісня «Buena» також прозвучала у першому сезоні серіалу «Клан Сопрано» та в епізоді мультсеріалу «Дар'я».

## Список композицій
Автор музики і слів Марк Сендман, окрім зазначених. 
| #     | Назва                          | Автор                | Тривалість |
| ----- | ------------------------------ | -------------------- | ---------- |
| 1.    | «Dawna»                        | Sandman, Dana Colley | 0:44       |
| 2.    | «Buena»                        |                      | 3:19       |
| 3.    | «I'm Free Now»                 |                      | 3:24       |
| 4.    | «All Wrong»                    |                      | 3:40       |
| 5.    | «Candy»                        |                      | 3:14       |
| 6.    | «A Head with Wings»            |                      | 3:39       |
| 7.    | «In Spite of Me»               |                      | 2:34       |
| 8.    | «Thursday»                     |                      | 3:26       |
| 9.    | «Cure for Pain»                |                      | 3:13       |
| 10.   | «Mary Won't You Call My Name?» |                      | 2:29       |
| 11.   | «Let's Take a Trip Together»   |                      | 2:59       |
| 12.   | «Sheila»                       |                      | 2:49       |
| 13.   | «Miles Davis' Funeral»         |                      | 1:41       |
| 37:11 |                                |                      |            |

Бонус-треки японського видання
| #     | Назва                                                   | Автор                       | Тривалість |
| ----- | ------------------------------------------------------- | --------------------------- | ---------- |
| 14.   | «Down Love's Tributaries» (з CD-синглу «Cure for Pain») | Сендман, Колі, Billy Conway | 8:08       |
| 45:20 |                                                         |                             |            |

## Чарти
| Чарт (1994)                                          | Найвища позиція |
| ---------------------------------------------------- | --------------- |
| Australian Albums (ARIA)                             | 65              |
| Нідерланди Dutch Albums (MegaCharts)                 | 67              |
| Нова Зеландія New Zealand Albums (Recorded Music NZ) | 25              |

| Чарт (2013)                                | Найвища позиція |
| ------------------------------------------ | --------------- |
| Бельгія Belgian Albums (Ultratop Flanders) | 103             |